# Железнодорожное машиностроение
Железнодорожное машиностроение — одна из основных отраслей машиностроительной промышленности, в развитых государствах, обеспечивающая железнодорожный транспорт необходимой техникой. 
Железнодорожное машиностроение можно условно разделить на локомотивостроение, грузовое и пассажирское вагоностроение, и производство другой путевой техники. Теоретически, железнодорожный транспорт имеет наименьшие потери среди колёсного, и большую грузоподъёмность, так что создание сетей железных дорог вызвало во многих государствах бурный рост обеспечивающей их составом этой отрасли машиностроения. Кроме изготовления новых единиц подвижного состава, предприятия железнодорожного машиностроения организуют их капитальный ремонт.

## Роль железнодорожного транспорта
Традиционно в России, например, железнодорожный транспорт выполняет очень значительную роль, осуществляя более 40 % пассажирских и 82 % грузоперевозок. Наблюдается тенденция к росту грузопотока. Поэтому роль железнодорожного машиностроения, обеспечивающего замену и расширение подвижного состава в России весьма велика. С другой стороны, родоначальница железных дорог Великобритания значительную долю грузоперевозок осуществляет морским путём, связанным с её островным положением, а в США значительный грузопоток и подавляющая часть пассажирских перевозок идёт по хайвэям. Однако в последние десятилетия, в связи с появлением высокоскоростных пассажирских линий, ситуация меняется. Таким образом, как рост доли грузоперевозок, так и новые стандарты высокоскоростного транспорта (в том числе и поезда на магнитной подушке) увеличивают в последние десятилетия рост отрасли железнодорожного машиностроения.

## Особенность российского железнодорожного машиностроения
Особенностью российского железнодорожного машиностроения является отличие колеи отечественных дорог от европейских. Это привело к тому, что развитие отрасли идёт изолированно: внутреннее производство обеспечивает подвижным составом внутренний рынок, а использование иностранной техники затруднено ввиду отличия колёсных пар.

## История развития путевой техники
Все технические средства железных дорог прошли сложный путь совершенствования, насыщения современными достижениями науки и техники, характерными для каждого этапа их развития. История зарождения путевой техники начинается ещё в XVIII веке. В России она использовалась при строительстве и обслуживании первых рудничных рельсовых дорог.
В 1834 году при эксплуатации первых паровозов на Нижнетагильской чугунной дороге отец и сын Черепановы впервые механизировали очистку пути от снега, использовав плуг с конной тягой.
В 1886 году Н. А. Онуфович изобрел «катучий» шаблон для контроля состояния железнодорожного пути.
В 1897 году русским инженером И. Н. Ливчаком построена и испытана путеизмерительная тележка с электроизмерительным прибором.
В 1913 году инженер Н. Е. Долгов создал путеизмерительную тележку, которая применялась в течение нескольких десятилетий.
В 1915 году построен первый путеизмерительный вагон конструкции инженера Н. Е. Долгова. Это был двухосный деревянный вагон, проверяющий путь с небольшой скоростью.